# Tommaso Goi
Tommaso Goi (* 8. Januar 1990 in Varese) ist ein ehemaliger italienischer Eishockeyspieler, der im Laufe seiner Karriere unter anderem für den HC Ambrì-Piotta und den HC Lugano in der Schweizer National League A aktiv war.

## Karriere
Goi, der aus dem norditalienischen Varese stammt, begann seine Karriere im Nachwuchs des HC Lugano, für den er 2009/10 in der Nationalliga A debütierte. Von 2006 bis 2010 spielte er parallel auch beim Kooperationspartner HC Ceresio in der damals drittklassigen 1. Liga. 2010 wechselte er zum HC Sierre in die Nationalliga B, wurde aber in der Spielzeit 2011/12 daneben auch beim HC Chiasso in der 1. Liga eingesetzt. 2012 wechselte er in sein Geburtsland und spielte zwei Jahre in der Serie A1 für Hockey Milano Rossoblu. Nachdem er die Spielzeit 2014/15 beim GDT Bellinzona in der Schweizer 1. Liga begann, kehrte er bereits im Dezember 2014 nach Italien zurück, wo er beim HC Gherdëina aus der Serie A1 die Saison beendete. Seit 2015 spielt er wieder in der Schweiz und gewann 2016 mit dem HCC Biasca die 1. Liga Ostschweiz und erreichte so den Aufstieg in die Nationalliga B, in der er die folgenden beiden Jahre mit dem nun HCB Ticino Rockets spielte. Bereits seit 2016 wurde er aber auch vom Kooperationspartner HC Ambrì-Piotta aus der National League A eingesetzt, für den er ab 2018 ausschließlich spielte.
2021 beendete er seine Karriere und wurde Trainer der U15-Mannschaft des HC Ambrì-Piotta.

### International
Goi, der im Juniorenbereich nicht international eingesetzt wurde, debütierte in der Spielzeit 2014/15 in der italienischen Nationalmannschaft. Er nahm erstmals bei der Weltmeisterschaft der Top-Division 2017 an einem großen Turnier teil, musste dort aber den Abstieg hinnehmen. Im Folgejahr gelang ihm beim Turnier der Division I mit den Azzurri der sofortige Wiederaufstieg.

## Erfolge und Auszeichnungen
- 2016 Meister der 1. Liga und Aufstieg in die Nationalliga B mit dem HCC Biasca
- 2018 Aufstieg in die Top-Division bei der Weltmeisterschaft der Division I, Gruppe A